# Munidion longipedis
Munidion longipedis är en kräftdjursart som beskrevs av Clements Robert Markham1975. Munidion longipedis ingår i släktet Munidion och familjen Bopyridae.
Artens utbredningsområde är Mexikanska golfen. Inga underarter finns listade i Catalogue of Life.